# Hardik Pandya
Hardik Pandya (en hindi : हार्दिक पांड्या ; né le 11 octobre 1993) est un joueur international de cricket indien qui joue pour Baroda en cricket domestique et pour les Indiens de Mumbai dans l'Indian Premier League (IPL). Il est un joueur polyvalent, qui est un batteur et frappeur droitier.

## Premières années
Hardik Pandya est né le 11 octobre 1993 à Surat, Gujarat. Son père Himanshu Pandya a tenu une petite entreprise de financement de voiture à Surat qu'il a arrêté et, migré à Vadodara quand Hardik avait cinq ans, afin de faciliter l'entraînement de cricket pour son fils et avoir de meilleures installations. Il a inscrit ses deux fils (Hardik et Krunal) dans l'équipe de cricket de Kiran More à l'académie de Vadodara. Fragiles financièrement, la famille de Pandya vivait dans un appartement loué à Gorwa, avec ses frères il utilisait une voiture d'occasion pour se rendre au terrain de cricket. Hardik étudiait à l'a MK High School jusqu'à la neuvième année avant de les abandonner pour se focaliser sur le cricket.
Hardik fait des progrès réguliers et accède au niveau junior de cricket, selon Krunal, « il a gagné beaucoup de matchs à lui seul » dans son club de cricket. Dans une interview avec l'Indian Express, Hardik a révélé qu'il a été abandonné par les joueurs de son équipe, du groupe de sa catégorie d'âge en raison de ses "problèmes d'attitude." Il a rajouté qu'il était "juste un enfant expressif" qui n'est pas du genre à "cacher ses émotions."

## Carrière nationale
Pandya joue pour l'équipe de cricket de Baroda depuis 2013. En nationale, Hardik jouait comme batteur avec un niveau moyen et de temps à autre lanceur. Il a joué un rôle essentiel quand Baroda à gagner le Syed Mushtaq Ali Trophée de la saison 2013-14.
Pendant la saison 2015 de l'Indian Premier League, il marqua une série de 21 tirs rapides en 8 balles et attrapa trois prises importantes pour aider les Indiens de Mumbai à battre les Super Rois de Chennai par six guichets et a obtenu le titre d'homme du match. Après la première qualification contre les Super Rois de Chennai, Sachin Tendulkar à appelé Hardik et lui a dit de jouer pour l'Inde dans les 18 prochains mois. Pendant une période d'un an, il a été choisi pour jouer dans l'équipe Indienne pendant la Asian Cup 2016 et 2016 de ICC World Twenty20.
Plus tard, contre les Kolkata Knight Riders en situation de victoire obligatoire, l'équipe des Mumbai Indians doit rester dans la course c'est-à-dire être dans le top 4 des équipes, il a marqué un total de 61 tirs rapides en 31 balles pour se voir attribuer un deuxième titre d'homme du match durant la saison et a donc remporté le match pour son équipe. On lui a également décerné le titre de "Yes Bank" maximal avec six prix pour le même match.
En janvier 2016, au cours des manches, il claqua un 86 sur 86 des manches jouées et guida donc l'équipe de cricket de Baroda à la victoire en obtenant six-guichets de plus de ceux de l'équipe de cricket de Vidarbha dans le Syed Mushtaq Ali Trophée.

## Carrière internationale

### T20Is
Pandya a fait ses débuts pour le Twenty20 International avec l'Inde le 27 janvier 2016, à l'âge de 22 ans, ramassant 2 guichets contre l'Australie. Son premier guichet Twenty20 International était Chris Lynn. Dans la deuxième T20I contre l'équipe de cricket du Sri Lanka à Ranchi, il arriva en tête devant Yuvraj Singh et MS Dhoni et frappa 27 des 14 balles avant de succomber à un hat-trick de Thisara Perera. Dans la Coupe d'Asie En 2016, Pandya frappa 18 des 31 balles et aida l'Inde à réaliser un score honorable contre le Bangladesh. Plus tard, il prit également un guichet pour assurer la victoire. Dans le prochain match contre le Pakistan , il a battu ses meilleurs statistiques de 3 pour 28 balles ce qui réduit le Pakistan à 83. Durant le match 2016 World Twenty20 contre le Bangladesh, le 23 mars, Pandya a pris deux guichets dans les trois dernières balles de match de la finale, afin que l'Inde batte le Bangladesh en seul coup.

### Carrière internationale d'ODI
Pandya a fait ses débuts avec l'Inde contre la Nouvelle-Zélande pendant la One Day International (ODII), le 16 octobre 2016 à Dharamsala. Il se concentre beaucoup sur ses talents de batteur en acquérant le rôle d'un parfait joueur à tout faire. Il est devenu le quatrième Indien à être nommé homme du match sur ses débuts en ODI après Sandeep Patil, Mohit Sharma et K. L. Rahul. Dans ses premières manches d'ODI, il est le meilleur, il a marqué 36 runs avec 32 balles. Au début de 2017, Hardik a vraiment travaillé dur sur son rôle de batteur et a obtenu le poste de joueur à tout faire. Hardik demande à être promu en 3e ou 4e position, mais ce ne fut pas possible car ces places ont été acquises par le capitaine, Virat Kohli et Yuvraj Singh, il resta encore le responsable des batteurs sur 7, même s'il avait obtenu moins de chances de batteur, mais qu'il effectuait encore très bien. Le 18 juin 2017, pendant la finale du Trophée des Champions à l'Ovale, il a frappé un 43-ball 76 dans une partie mal engagée, après son entrée avec l'Inde à 54/5, il rentra en priorité pour essayer d'éviter l'échec. Atteignant son demi match (50 runs) en 32 prestations, il battu le record d'Adam Gilchrist de la personne la plus rapide à atteindre les sélections dans une compétition d'ICC.

### Test de carrière
Pandya a été inclus dans le test de l'équipe d'Inde en tant que batteur pour leur série à domicile contre l'Angleterre à la fin de l'année 2016, mais a finalement été laissé de côté après s'être blessé pendant l'entraînement dans les filets au stade PCA. Il a été nommé dans l'équipe pour la tournée au Sri Lanka en juillet 2017, et a joué son premier test, le 26 juillet à Galle. Dans le 3e et dernier test match contre le Sri Lanka à Pallekele, Pandya a marqué son premier test century, en mettant tout le monde d'accord, il est devenu le premier batteur indien à marquer un century, juste avant le déjeuner et établissant le record du marqueur du plus grand nombre de points dans un seul et même test de manches pour l'Inde en inscrivant 26 runs dans un test historique,,. Ce century a été le premier century d'une telle qualité de matchs de crickets.

## Centuries internationals

### Test des siècles
| Centuries test de Hardik Pandya | Centuries test de Hardik Pandya | Centuries test de Hardik Pandya | Centuries test de Hardik Pandya | Centuries test de Hardik Pandya         | Centuries test de Hardik Pandya          | Centuries test de Hardik Pandya | Centuries test de Hardik Pandya |
| No                              | Runs                            | Match                           | Vs                              | Ville/Pays                              | Lieu                                     | Date du match                   | Résultat                        |
| ------------------------------- | ------------------------------- | ------------------------------- | ------------------------------- | --------------------------------------- | ---------------------------------------- | ------------------------------- | ------------------------------- |
| [1]                             | 108                             | 3                               | (cr)                            | Modèle:Country data SL Kandy, Sri Lanka | Pallekele Stade International De Cricket | 12 août 2017                    | Gagné                           |

## Prix internationaux

### Test de cricket

#### Titres d'homme du match
| Pas de. | Série                                           | Saison | Détails de match                                                       | Résultat                                   |
| ------- | ----------------------------------------------- | ------ | ---------------------------------------------------------------------- | ------------------------------------------ |
| 1       | 3e test - de l'Inde au Sri Lanka Série de tests | 2017   | 1re manche: 108 (96 balles: 8×4, 7×6); 6-1-28-1 2 manche: 1-0-2-0, DNB | (cr) a gagné avec des manches et 171 runs. |

### ODI's

#### Titres d'hommes du match
| No | Adversaire       | Lieu                            | Date              | Détails de match                     | Résultats                        |
| -- | ---------------- | ------------------------------- | ----------------- | ------------------------------------ | -------------------------------- |
| 1  | Nouvelle-Zélande | HPCA Stade, Dharmasala          | 16 octobre 2016   | 7-0-31-3 ; DNB                       | (cr) a gagné par 6 guichets.     |
| 2  | Australie        | MA Chidambaram Stadium, Chennai | 17 septembre 2017 | 83 (66 balles: 5x4, 5x6) ; 4-0-28-2  | (cr) a remporté 26 pistes (D/L). |
| 3  | Australie        | Holkar Stade, Indore            | 24 septembre 2017 | 10-0-58-1 ; 78 (72 balles: 5x4, 4x6) | (cr) a gagné par 5 guichets.     |